# Vestigingswet (België)
De Vestigingswet is een Belgische wet, die voor een aantal beroepen bepaalt dat iemand over vastomschreven 'beroepsbekwaamheden' moet beschikken voor hij dat beroep als zelfstandige mag uitoefenen. De wet schrijft ook voor dat iedere handelaar een basiskennis van bedrijfsbeheer moet hebben.
De Vestigingswet bestaat sinds 1958. De wet werd ingevoerd door toenmalig minister van Middenstand Paul Vanden Boeynants om de kwaliteit van de beroepsbeoefening te waarborgen en om te voorkomen dat er te veel starters zonder de nodige toerusting aan een onderneming zouden beginnen. 
Een kritiek op deze wet is dat hij de economische ontwikkeling belemmert, door het ondernemerschap - vooral voor startende ondernemers - te bemoeilijken, en de concurrentie te beperken. Voorstanders van de wet, wijzen op het consumentenbelang en hechten meer belang aan starters met een minimum aan slaagkansen, dan aan een bruto-aangroei van starters.
Er werden tussen 1960 en 1993, 42 beroepen door deze wet gereglementeerd. Vanaf 1 september 2007 bleven er nog 26 verschillende gereglementeerde beroepsbekwaamheden over.
Daarnaast is basiskennis van het bedrijfsbeheer noodzakelijk. 